# Snowsports Academy

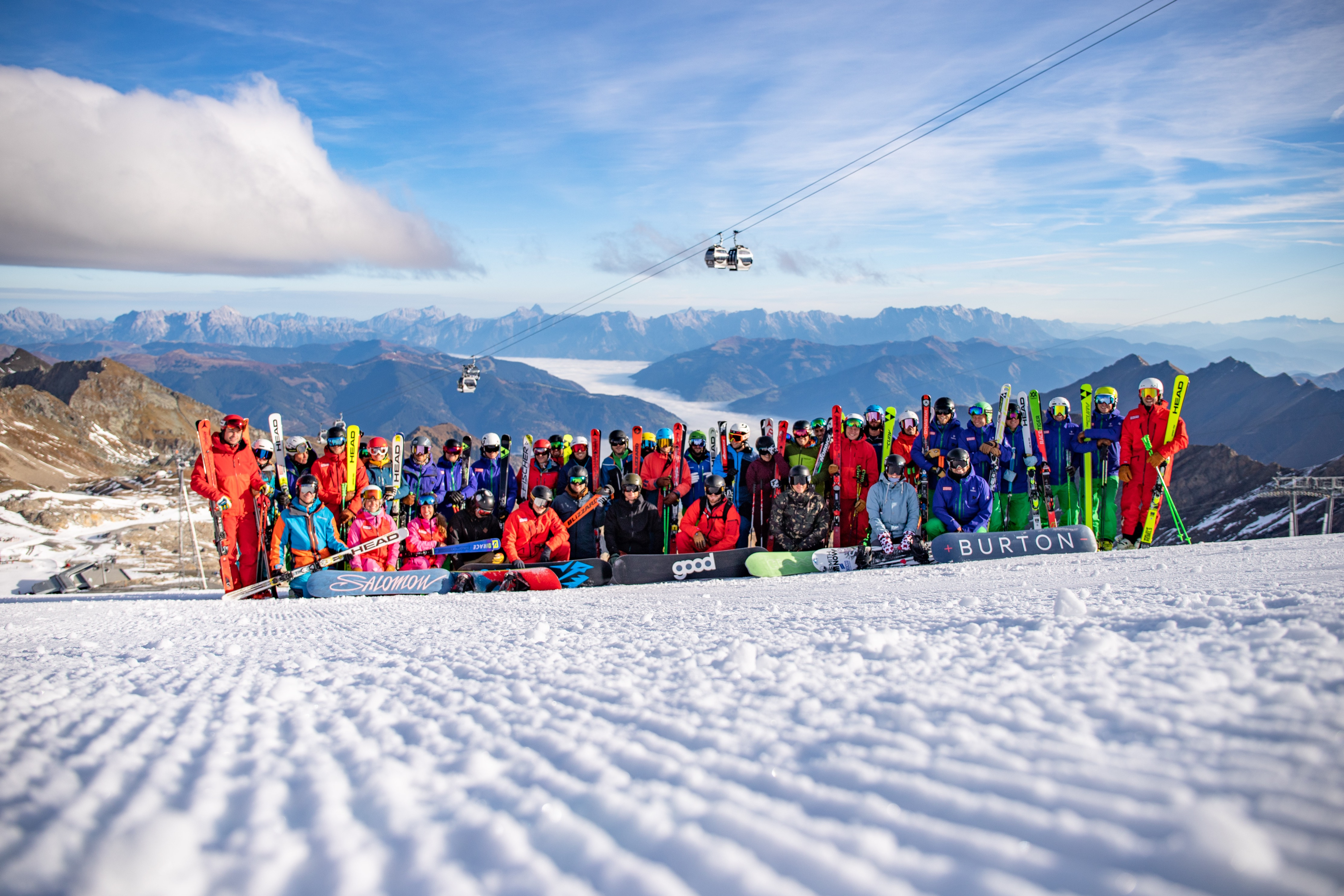
Das Ausbildungsteam der Snowsports Academy im Herbst 2019 am Kitzsteinhorn, Österreich

Die Snowsports Academy ist der Ski- und Snowboardlehrer-Verband von Wien (WSSV).

## Geschichte

### Zahlen und Fakten
- Gründung: 1968, Wien, Österreich
- Ausbildungsteam: 50 staatlich geprüfte Skilehrer und/oder Snowboardlehrer
- Ausbildungsteilnehmer pro Jahr: ca. 2000
- Partner: ÖSSV (Österreichischer Ski- und Snowboardlehrer Verband), Goldwin, Kitzsteinhorn, Bründl Sports, Breddys Crossover Pants, Sport Aktiv, Freeride Film Festival, Sport Wien

### Ausbildung zum Skilehrer
Die Ausbildung zum Landesskilehrer beginnt mit der Skilehrer-Anwärterausbildung (Level 1+2). Diese Qualifikation kann durch die Absolvierung des 10-tägigen Skilehrer Anwärterkurses (Level 1+2) oder des Moduls National Ski Instructor (Level 1) (5 Tage) zusammen mit dem Modul Ski-Anwärter (Level 2) (6 Tage) erreicht werden. Die Ausbildung wird in beiden Ausbildungssystemen mit dem Landesskilehrer 1 (Level 3-Teil 1), dem Landesskilehrer 2 (Level 3-Teil 2) und dem Alpinkurs fortgesetzt. Die Teilnehmer schließen die Ausbildung nach positiver Absolvierung sämtlicher Kursteile und Praxiszeiten als Landesskilehrer (Level 3) ab. Dieser Abschluss ist international gleichzusetzen mit der ISIA Qualifikation.

### Ausbildung zum Snowboardlehrer
Die Ausbildung zum Landessnowboardlehrer beginnt mit der Snowboardlehrer-Anwärterausbildung (Level 1+2). Diese Qualifikation kann durch die Absolvierung des 10-tägigen Snowboard Anwärterkurses (Level 1+2) oder des Moduls National Snowboard Instructor (Level 1) (5 Tage) zusammen mit dem Modul Snowboard-Anwärter (Level 2) (6 Tage) erreicht werden. Die Ausbildung wird in beiden Ausbildungssystemen mit dem Landessnowboardlehrer- (Level 3) und dem Alpinkurs fortgesetzt. Die Teilnehmer schließen die Ausbildung nach positiver Absolvierung sämtlicher Kursteile und Praxiszeiten als Landessnowboardlehrer (Level 3) ab. Dieser Abschluss ist international gleichzusetzen mit der ISIA Qualifikation.